# Barlovento (La Palma)
Barlovento es una localidad y municipio español situado en el extremo noreste de la isla de La Palma, en la provincia de Santa Cruz de Tenerife, comunidad autónoma de Canarias. Tiene una extensión de 43,5 km² y una población de 2014 habitantes (INE 2024).
Se extiende desde las costas del océano atlántico hasta las cumbres de la isla, al borde de la Caldera de Taburiente. La población se asienta entre la zona costera y las medianías en nueve barrios, entre ellos El Pueblo de Barlovento (cabecera municipal), La Cuesta, Las Cabezadas y Gallegos.
Favorecido históricamente por la humedad de los Vientos Alisios, Barlovento ha sido tradicionalmente un municipio de notable riqueza agrícola, hidrológica, ganadera y forestal.Actualmente las plantaciones de plátanos, papas, aguacates o cítricos constituyen la base de la economía local.La Laguna de Barlovento, construida en una pequeña caldera volcánica, es uno de los mayores embalses de Canarias, y surte de agua de riego a la zona costera del municipio, donde se ubica el Faro de Punta Cumplida.

## Toponimia
La primera referencia al topónimo Barlovento aparece en un repartimiento de tierras de 1502.El municipio se ubica en la vertiente de la isla por la que soplan habitualmente los vientos alisios, es decir, a barlovento de los mismos. También se apunta a una posible relación entre el nombre del pueblo y sus colonos. El gentilicio es barloventero.
Algunos investigadores traducen el topónimo indígena Tagaragre también como Barlovento, mientras otros lo relacionan con el gomero Tagaragué.

## Símbolos
El 29 de octubre de 1998 la comunidad autónoma de Canarias aprobó el escudo heráldico y la bandera del Ayuntamiento de Barlovento. El escudo se blasona de la siguiente manera:

Escudo cuartelado. Primero, de sinople, anagrama mariano de plata. Segundo, de azur, faro de sable mazonado de plata, con linterna y cinco rayos de oro; y con base de plata y sable, aclarada de sinople. Tercero, de azur, nave cristiana de sable, con portas y tres cruces potenzadas de gules en velamen de oro, sobre ondas de azur y plata. Cuarto, de sinople, drago fustado en su color y terrazado al natural. Bordura de gules, con nueve rosas de los vientos de plata y azur, con el nordeste de oro, bien ordenadas, cuatro, dos, dos y una. Al timbre, Corona Real cerrada.
Boletín Oficial de Canarias 1998/151 de 2 de diciembre de 1998

Los cuarteles hacen referencia a Nuestra Señora del Rosario (patrona del municipio), al Faro de Punta Cumplida, a la escenificación de la batalla de Lepanto y al grupo de dragos de La Tosca. Las nueve rosas de los vientos señalan la ubicación del municipio al nordeste de La Palma, y su número coincide con sus nueve barrios.
La descripción textual de la bandera es la siguiente:

Paño rectangular de seda, tafetán, raso, lanilla o fibra sintética, según los casos, cuya longitud es vez y media mayor que su ancho; dividido por una banda diagonal, de color amarillo, que une el vértice inferior del paño unido al asta con el vértice superior del batiente; de cuya división resultan dos triángulos, de color verde el unido al asta y de color azur el que lo está al batiente. Si la bandera ostentara el escudo heráldico del municipio, deberá colocarse en el centro del paño y con una altura de dos tercios del alto de la bandera.
Boletín Oficial de Canarias 1998/151 de 2 de diciembre de 1998

El verde representa a los montes, el amarillo símbolo del oro y de la abundancia, representa a la riqueza cerealística del municipio en el pasado. El azul representa la limpieza de los cielos de la isla, que permite la existencia de observatorios astronómicos en sus cumbres.

## Geografía

Término municipal con respecto a la isla de La Palma

Tiene una extensión de 43,55 km² y una población de 1897 habitantes (INE, enero de 2022). Su altitud es de 548 metros sobre el nivel del mar. Tiene una longitud de costa de 6,43 km. Limita al norte y al este con el océano atlántico, al sur con el municipio de San Andrés y Sauces por el cauce del barranco de la Herradura y con el municipio de El Paso por la crestería de la Caldera de Taburiente, y al oeste con la Villa de Garafía por la zona de Tamagantera y el cauce del barranco de Franceses.
La costa presenta dos vertientes bien diferenciadas y separadas entre sí por Punta Cumplida, que marca el límite entre los elevados acantilados del Norte (de hasta 400 m s. n. m.), y los más suaves del Este. En la cumbre el municipio se estrecha en forma de cuña en torno al Morro de La Cebolla, confundiéndose sus límites orográficos y paisajísticos con los de los municipios limítrofes.

### Orografía
Existen en Barlovento varios conos y cráteres volcánicos muy antiguos. Destaca el de La Laguna, situado en la parte alta del pueblo. En este cráter se encuentra la mayor presa de la isla con capacidad para 3,5 millones de m³. 

### Naturaleza
Barlovento tiene una superficie arbolada de 2525 ha, lo que corresponde al 57 % de la superficie municipal y a un 9 % de la masa forestal total de La Palma. El monte barloventero está poblado principalmente por el pinar (1122 ha), ubicado a una altitud mínima de 800 ms.n.m y el monteverde ( 1291 ha) donde destacan especies como la faya, el brezo, el laurel o loro canario y el viñátigo. En la zona de cumbre pueden encontrarse codesos y Retamones palmeros (Genista benehoavensis).Las costas y medianías está ocupada en su mayor parte por cultivos, eriales y pastizales (estos dos últimos derivados mayoritariamente de cultivos de secano abandonados). En cualquier caso estas zonas presentan una riqueza zoológica y botánica considerable.
En el barranco de Gallegos se encuentra el Pino de Machín, cuyo tronco alcanza los 11 metros de circunferencia.

### Áreas protegidas
En el término municipal de Barlovento se encuentran parte de dos Espacios Naturales de la red canaria:
- La Reserva Natural Especial de Guelguén, que abarca los acantilados del norte de la isla. El sector correspondiente a Barlovento supone aproximadamente la cuarta parte del total de su superficie, perteneciendo el resto al vecino municipio de Garafía.[16]

- La Reserva Natural Integral del Pinar de Garafía, correspondiente a un pequeño sector de la misma.[17]

Ambos espacios forman parte de la Red Natura 2000, que además incluye las siguientes Zonas de Especial Conservación en el municipio:
- Monteverde de Gallegos-Franceses.
- Barlovento, Garafía, El Paso y Tijarafe.

Las ZEPAs Espacio marino del norte de La Palma y Cumbres y acantilados del norte de La Palma cubre también gran parte del municipio, mientras que sus cumbres están englobadas dentro de la zona periférica de protección del parque nacional de la Caldera de Taburiente. Junto con el resto de la isla es reserva de la biosfera.

## Historia
El municipio de Barlovento coincide con el cantón o señorío prehispánico de Tagaragre. A la finalización de la conquista, el Adelantado Alonso Fernández de Lugo procedió a realizar los repartimientos de tierras y aguas entre los participantes en las campañas. En el año 1508 dio en repartimiento a su sobrino, Pedro Fernández Señorino, quince cahíces de sembradura en el término de Barlovento.
A través del puerto de Talavera, Barlovento se incorporó al comercio triangular característico de las islas tras la colonización. El fin del ciclo azucarero, a finales del XVI y el XVII marca el inicio de la sustitución de los cañaverales por los viñedos, convirtiendo al vino en el principal producto de la economía exportadora.
Con la aplicación de lo establecido en la Constitución aprobada por las Cortes de Cádiz, en 1812, Barlovento tuvo ayuntamiento propio.

## Demografía
Barlovento cuenta con una población de 2014 habitantes (INE 2024).
| Gráfica de evolución demográfica de Barlovento entre 1842 y 2021                                                    |
| |
| Población de derecho según los censos de población del INE Población de hecho según los censos de población del INE |

Barlovento alcanzó su pico poblacional en los años 1950 con más de 3000 habitantes. Desde entonces ha ido perdiendo población paulatinamente, a causa del éxodo rural.

## Economía

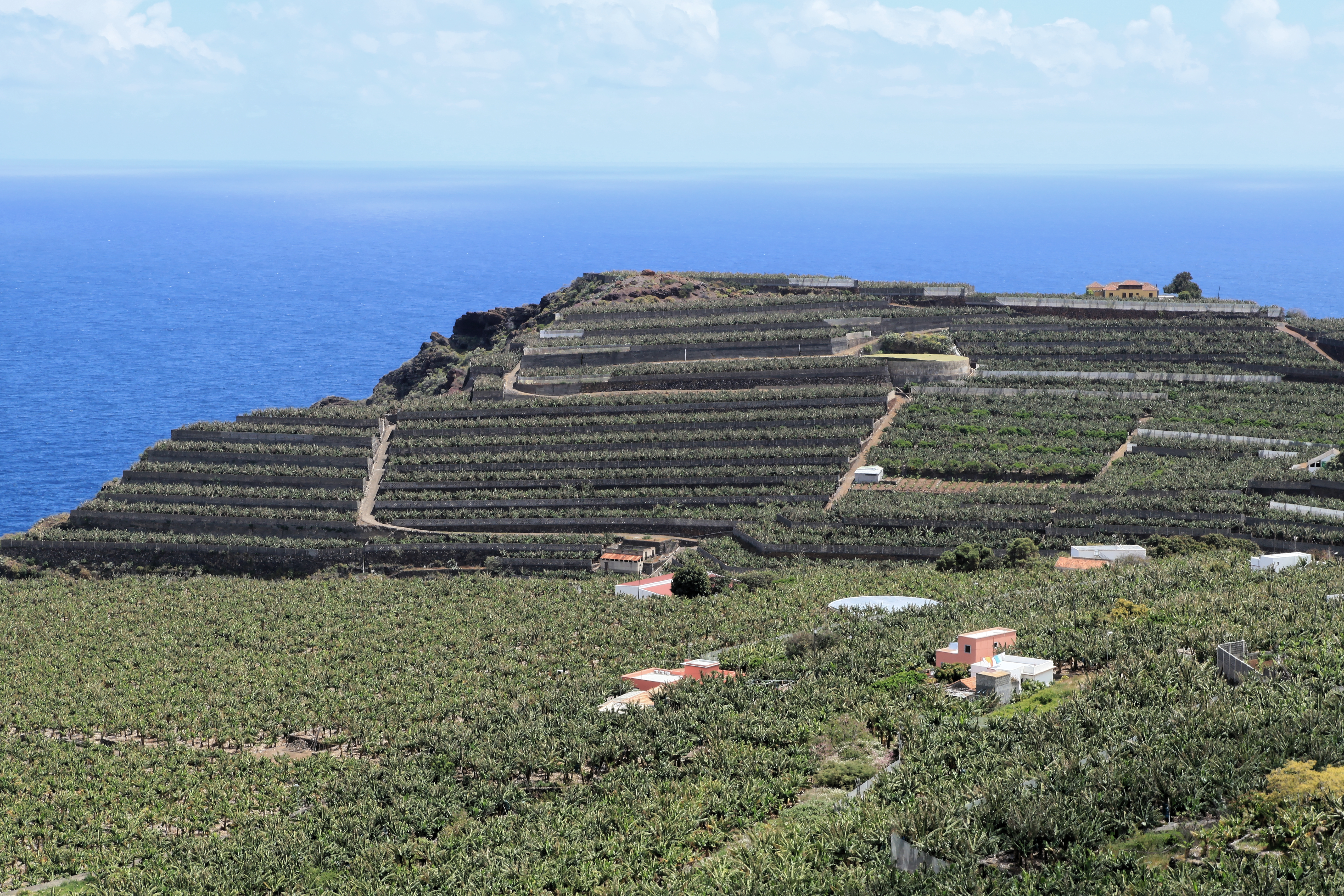
Plataneras en Oropesa

El sector primario y de servicios son los que más trabajadores de Barlovento ocupan.El municipio cuenta con 420,1 ha de superficie cultivada, de las que 226 se dedican al plátano para consumo local y exportación. También se cultivan papas, aguacate y frutales.La actividad ganadera es sobre todo caprina (920 cabezas), seguida de la porcina y la ovina. 
El sector turístico existe en la forma de casas rurales, alquiler vacacional, campin y algunos establecimientos hoteleros de pequeño tamaño.

## Administración y política

### Gobierno municipal

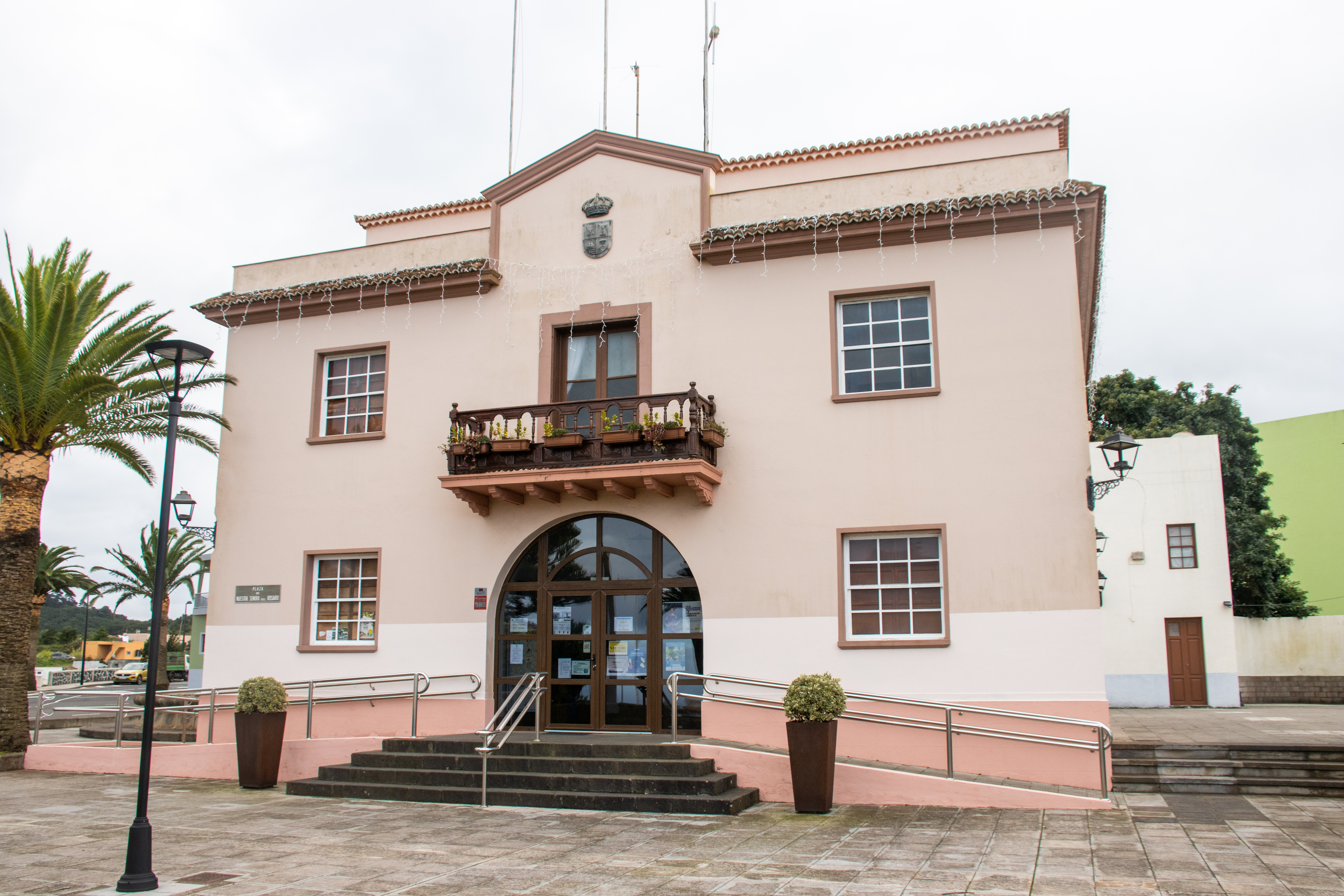
Ayuntamiento de Barlovento

La Administración Local del municipio se realiza a través del Ayuntamiento de Barlovento, cuyos componentes se eligen cada cuatro años por sufragio universal de todos los ciudadanos españoles y de la Unión Europea mayores de 18 años de edad que estén empadronados en el término municipal. Según lo dispuesto en la Ley del Régimen Electoral General, que establece el número de concejales elegibles en función de la población del municipio, la corporación municipal de Barlovento está formada por 9 concejales, entre estos se incluye quien ostenta la alcaldía-presidencia. El ayuntamiento recibe soporte técnico y presupuestario del Gobierno de Canarias y el Cabildo de La Palma. 
| Periodo   | Nombre                           | Partido | Partido                                   |
| --------- | -------------------------------- | ------- | ----------------------------------------- |
| 1979-1983 | Manuel García Rodríguez          |         | Barlovento Agrupación Independiente (BAI) |
| 1983-2002 | Argelio Hernández Ortega         |         | Partido Socialista Obrero Español (PSOE)  |
| 2002-2003 | David Rodríguez Hernández        |         | Partido Socialista Obrero Español (PSOE)  |
| 2003-2011 | Lázaro Brito Hernández           |         | Coalición Canaria (CC)                    |
| 2011-2013 | Ana Vanessa Rodríguez Concepción |         | Partido Socialista Obrero Español (PSOE)  |
| 2013-2023 | Jacob Anis Qadri Hijazo          |         | Partido Popular (PP)                      |

| Partido político                         | 2023 | 2023  | 2023       | 2019 | 2019  | 2019       | 2015 | 2015  | 2015       | 2011 | 2011  | 2011       | 2007 | 2007  | 2007       |
| Partido político                         | %    | Votos | Concejales | %    | Votos | Concejales | %    | Votos | Concejales | %    | Votos | Concejales | %    | Votos | Concejales |
| Partido Popular (PP)                     | 693  | 54,73 | 6          | 651  | 51,58 | 5          | 609  | 48,76 | 6          | 412  | 29,28 | 3          | 61   | 3,74  | 0          |
| Partido Socialista Obrero Español (PSOE) | 335  | 26,46 | 2          | 393  | 31,14 | 3          | 365  | 29,22 | 3          | 503  | 35,75 | 4          | 286  | 17,51 | 2          |
| Coalición Canaria (CC)                   | 228  | 18,00 | 1          | 104  | 8,24  | 0          | 225  | 20,42 | 2          | 474  | 33,69 | 4          | 1052 | 64,42 | 8          |
| Nueva Canarias (NC)                      | —    | —     | —          | 113  | 8,95  | 1          | —    | —     | —          | —    | —     | —          | 216  | 13,23 | 1          |

### Organización territorial
Barlovento está dividido en nueve entidades de población, denominadas localmente como barrios:

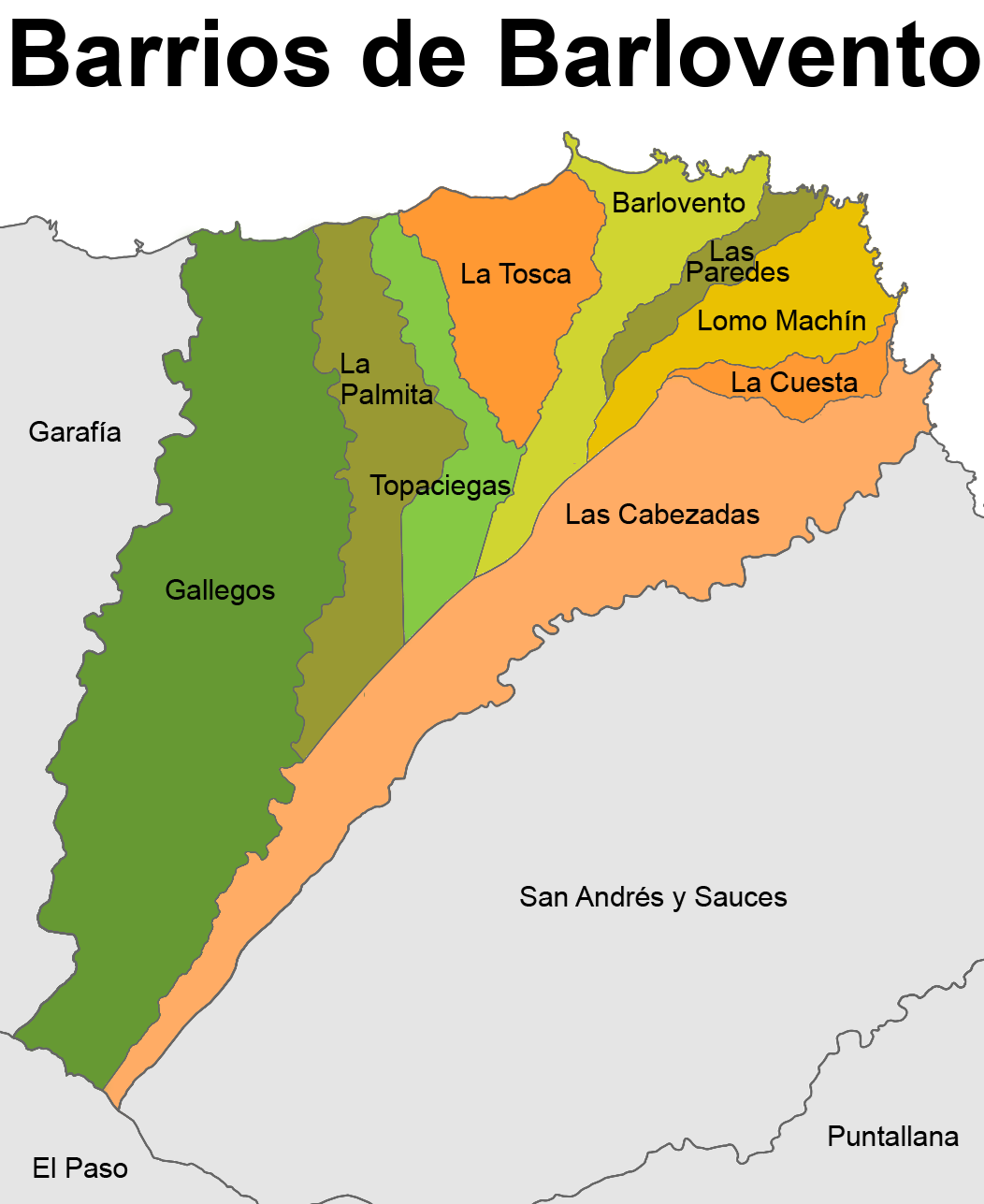
Barrios de Barlovento

| Núcleos       | Habitantes (2021) | Varones | Mujeres |            |     |     |     |
| ------------- | ----------------- | ------- | ------- | ---------- | --- | --- | --- |
| Núcleos       | Habitantes (2021) | Varones | Mujeres | Barlovento | 645 | 307 | 338 |
| Las Cabezadas | 325               | 165     | 160     |            |     |     |     |
| La Cuesta     | 249               | 125     | 124     |            |     |     |     |
| Gallegos      | 230               | 127     | 103     |            |     |     |     |
| Lomo Machín   | 270               | 148     | 122     |            |     |     |     |
| La Palmita    | 31                | 16      | 15      |            |     |     |     |
| Las Paredes   | 102               | 49      | 53      |            |     |     |     |
| Topaciegas    | 16                | 9       | 7       |            |     |     |     |
| La Tosca      | 53                | 24      | 29      |            |     |     |     |

## Servicios

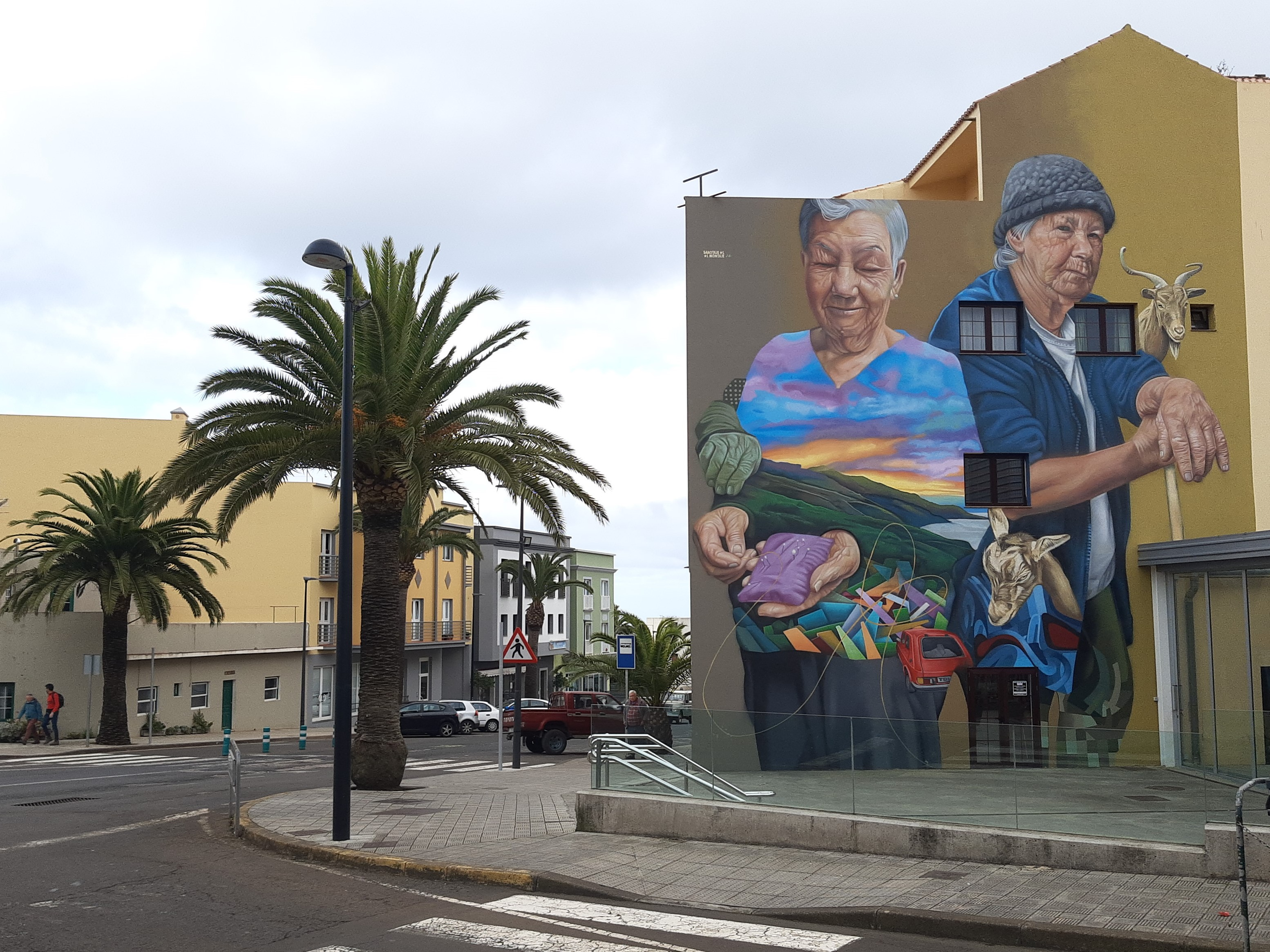
Mural en el mercadillo

### Educación
La oferta de centro educativos públicos se compone de tres centros escolares:
- CEO Barlovento, con enseñanzas de educación infantil, primaria y Secundaria Obligatoria.
- CEIP Las Cabezadas, escuela unitaria con enseñanzas de educación infantil y primaria.
- CEIP La Cuesta, escuela unitaria con enseñanzas de educación infantil y primaria.

El barrio de Gallegos contaba también con su escuela unitaria, pero cerró en 2012.
El instituto de educación secundaria más cercano es el IES Cándido Marante Expósito, en San Andrés y Sauces.
Además el municipio cuenta con una biblioteca municipal, ubicada en el edificio de la casa de la cultura y que sirve de lugar de estudio.

### Sanidad
Barlovento está dentro de la zona básica de salud de San Andrés y Sauces. Para la atención primaria existen dos consultorios médicos, uno en el casco urbano de El Pueblo y otro en el barrio de Gallegos.
Asimismo, el municipio cuenta con una farmacia, en el casco urbano de El Pueblo.

### Servicios sociales
Barlovento cuenta con una residencia de mayores y centro de día en el casco urbano de El Pueblo.

### Transporte y comunicaciones

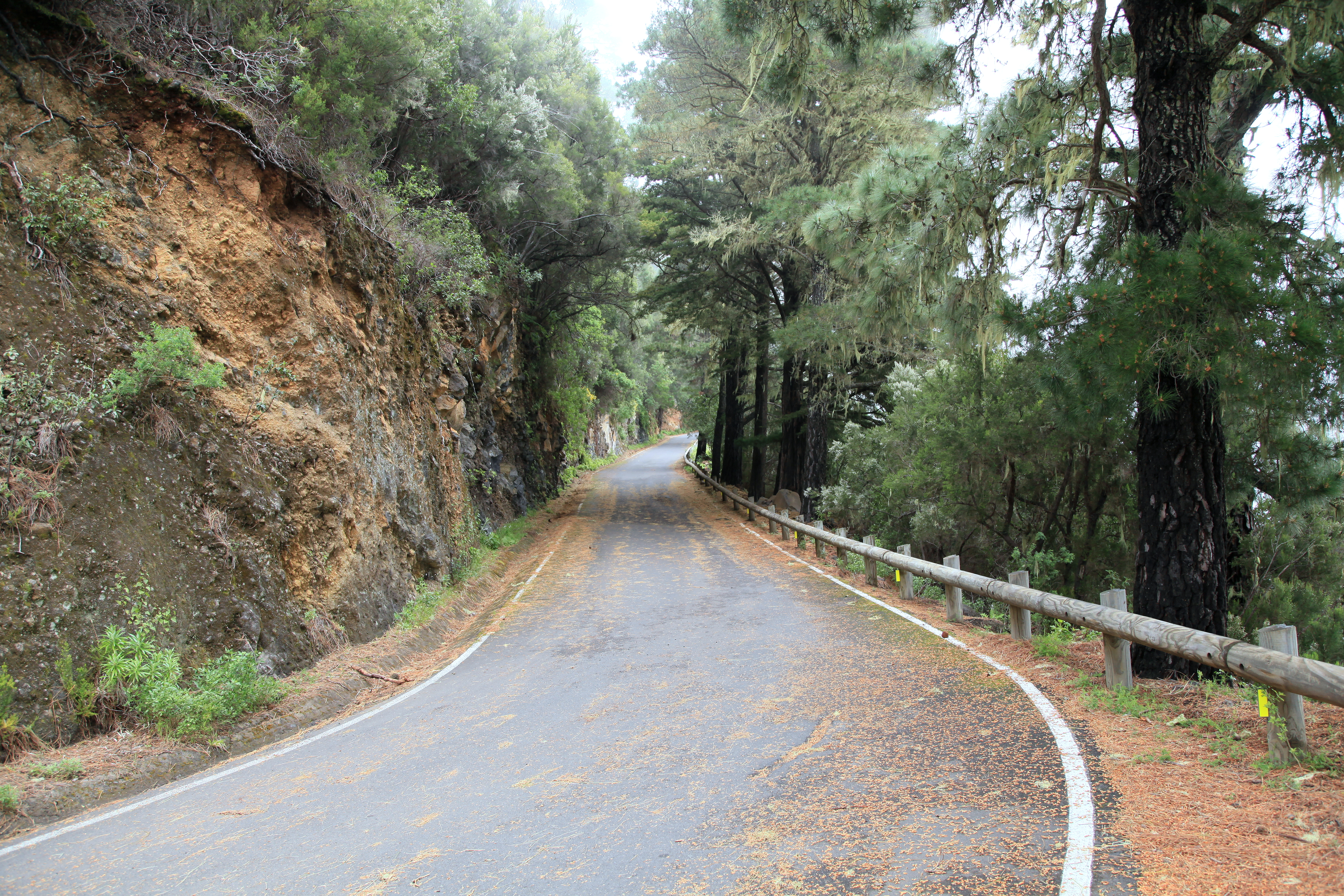
Carretera de Las Mimbreras

El municipio es atravesado por la Carretera de Circunvalación Norte LP-1, que parte desde Santa Cruz de La Palma y llega hasta Los Llanos de Aridane atravesando Barlovento y Garafía. Además, de esta vía surgen otras carreteras de interés insular:
- La LP-107, que conecta el casco urbano de El Pueblo con el barrio de Las Cabezadas.
- La LP-108, que da acceso al núcleo del barrio de Gallegos.
- La LP-109, que da acceso a la Laguna de Barlovento y continúa hasta Garafía como carretera de Las Mimbreras.
- La LP-1092, que conecta la carretera de Las Mimbreras con el núcleo de Gallegos.

El municipio cuenta con servicio de taxi y está comunicado con dos líneas insulares de guagua:
| Línea | Trayecto                     | Recorrido     |
| ----- | ---------------------------- | ------------- |
| 100   | Barlovento - S/C de La Palma | Horario/Línea |
| 120   | Barlovento - Puntagorda      | Horario/Línea |

## Patrimonio
Edificios religiosos. La iglesia de Ntra. Sra. del Rosario, situada en el casco urbano, es el edificio religioso más relevante. Construido en el siglo XVI, en su interior alberga la interesante talla flamenca, datada también en el siglo XVI, de la imagen de Ntra. Sra. del Rosario, patrona de la localidad. Es bien de interés cultural. También es interesante la ermita de San Estanislao, situada en Oropesa.
Faro de Punta Cumplida. Inaugurado en abril de 1867, fue construido con piedra volcánica de Barlovento e importada desde Gran Canaria, al igual que se hizo con el faro de Fuencaliente. Su torre tiene un diámetro de 6,80 metros, el torreón de 30 metros consta de 12 ventanas, 175 escalones y 17 escalones para acceder a la veleta y al pararrayos. En la actualidad alberga el primer hotel de lujo construido en el interior de un faro en Canarias, inaugurado en el 2019.

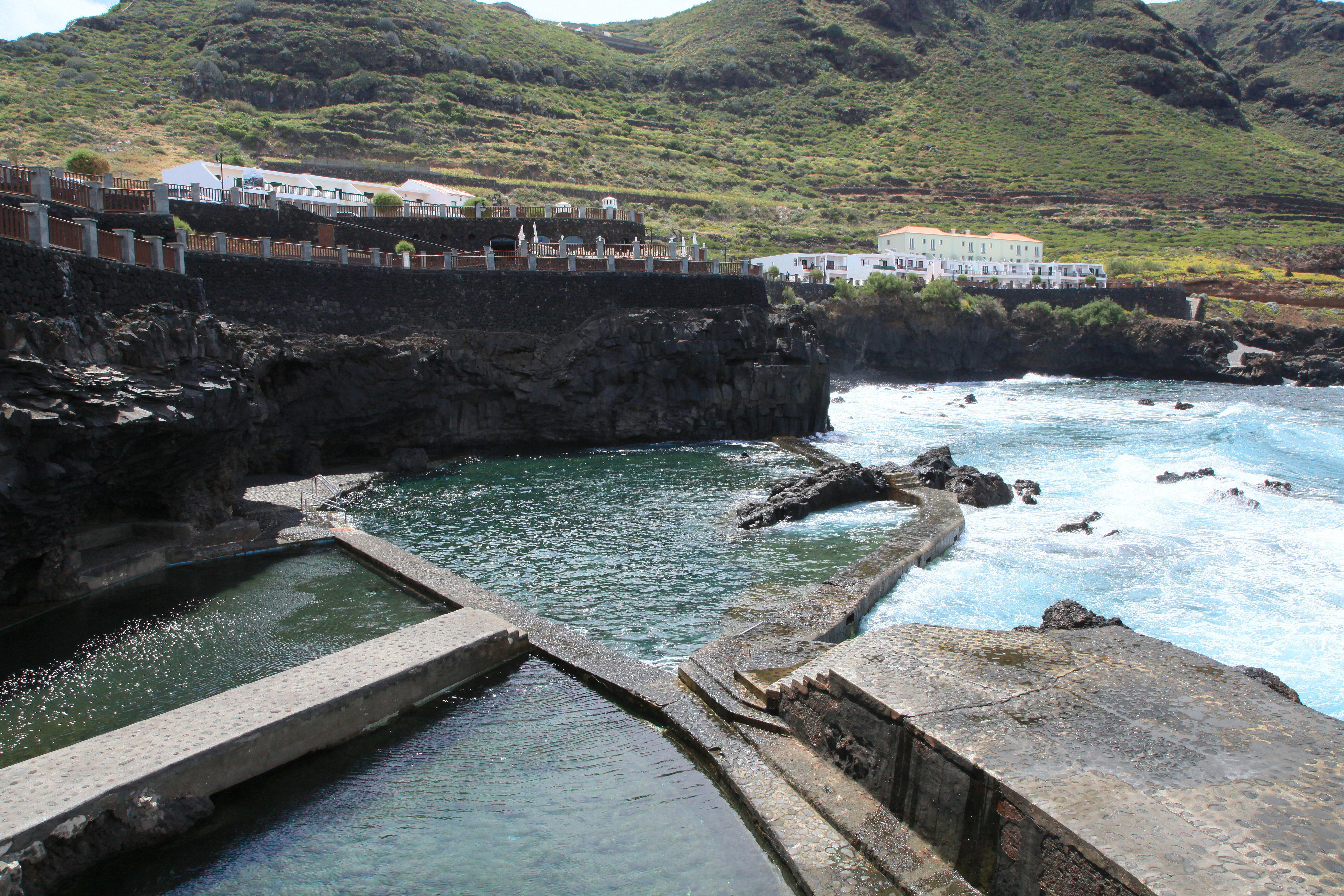
Piscinas de La Fajana

Piscinas de La Fajana. Al norte del viejo Faro de Punta Cumplida, se encuentran las piscinas naturales de La Fajana donde se puede disfrutar del baño en el mar. Están formadas por 3 piscinas naturales: una pequeña, otra mediana y por último, una grande, dos de ella dotadas con pequeñas cascadas, una artificial situada en la mediana y otra más delgada en la grande; una piscina para discapacitados y ancianos y unas escaleras que llevan a una zona en el mar rodeada con algunas rocas. Las escaleras y pasarelas han sido la única intervención del hombre, para el fácil acceso y esparcimiento de los visitantes, además de duchas y vestidores. En el lugar se encuentra un mirador literario dedicado a Sanmao.

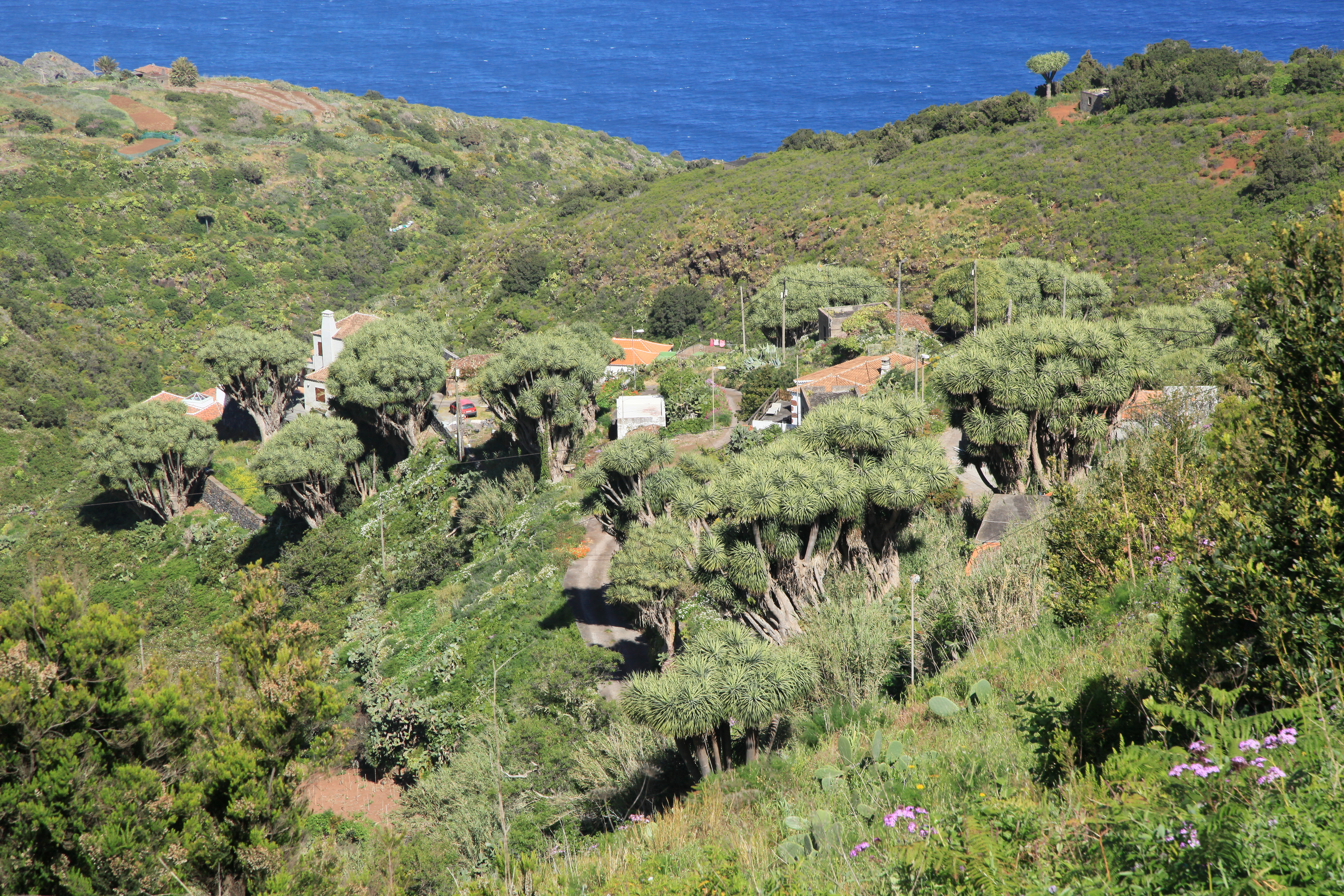
La Tosca

La Tosca. Es un pequeño caserío que se encuentra situado a poca distancia del casco urbano junto a la carretera LP-1 con dirección a Gallegos. Tiene una vista panorámica (Mirador de la Tosca) sobre la comarca norte de la isla que abarca los caseríos de Gallegos, Franceses y El Tablado. En este mirador se puede apreciar la mayor concentración de dragos de Canarias. 
Bosques. Tiene Barlovento una importante masa forestal, laurisilva, pinar, viñátigos, fayas... Una amplia red de pistas y caminos facilitan el contacto directo con la frondosa vegetación.

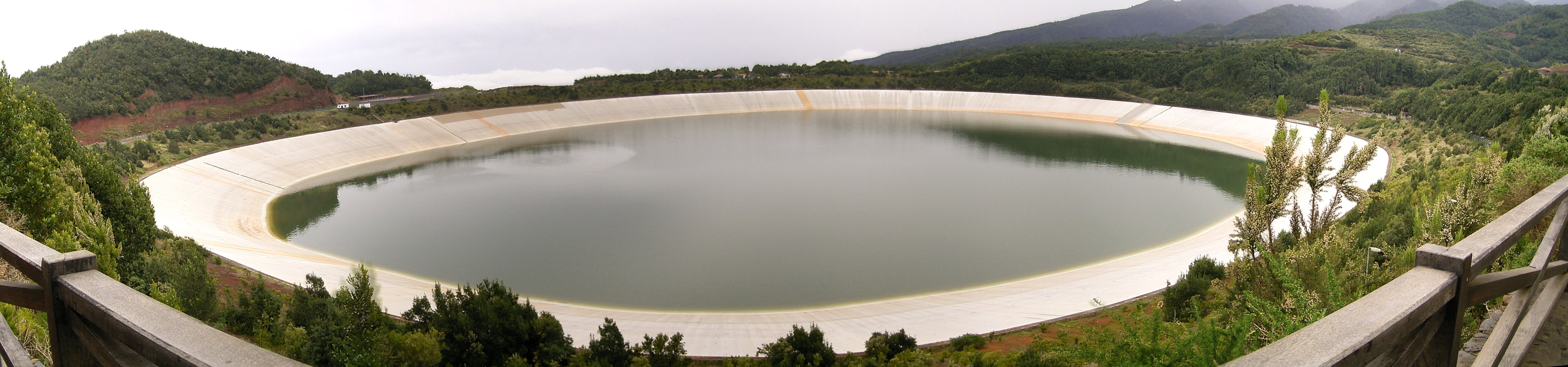
Laguna de Barlovento

La Laguna. La Laguna de Barlovento es el embalse de mayor capacidad de todo el archipiélago canario con una capacidad para 5 000 000 m³ de agua. Junto a este embalse se localiza el área recreativa de La Laguna, un amplio espacio recreativo en el que se puede disfrutar de tiempo de ocio, que dispone de parque infantil, zona de acampada, fogones, mesas y otros servicios.
Otros lugares de interés son: Puerto de Talavera, Mirador de la Montaña del Molino, Mirador de la Fajana, Regos de Lino.

## Cultura

### Instalaciones culturales
- El municipio cuenta con dos Casas de la Cultura, una en el casco urbano de El Pueblo y otra en Gallegos.[41]
- Centro de Artesanía Las Mimbreras, en la Laguna de Barlovento.[42]

### Deporte
El municipio dispone de las siguientes instalaciones para la práctica del deporte:
- Campo municipal de fútbol
- Pabellón polideportivo municipal
- Cancha polideportiva municipal de La Cadena
- Cancha polideportiva municipal de Gallegos
- Cancha polideportiva del CEO Barlovento
- Campo multiaventura Barlovento

Entre otros, los clubes deportivos del municipio son:
- La Unión Deportiva Norte, equipo de fútbol de Barlovento que milita en primera regional.[44]
- La Escuela de Fútbol La Unión, junto con Puntallana y San Andrés y Sauces.
- La Unión Deportiva Azuguache de fútbol sala.

La Subida Automovilística a Barlovento es la competición más famosa del municipio, se celebra en verano por el recorrido de la LP-1 desde el barranco de la Herradura hasta el casco urbano.

### Religión

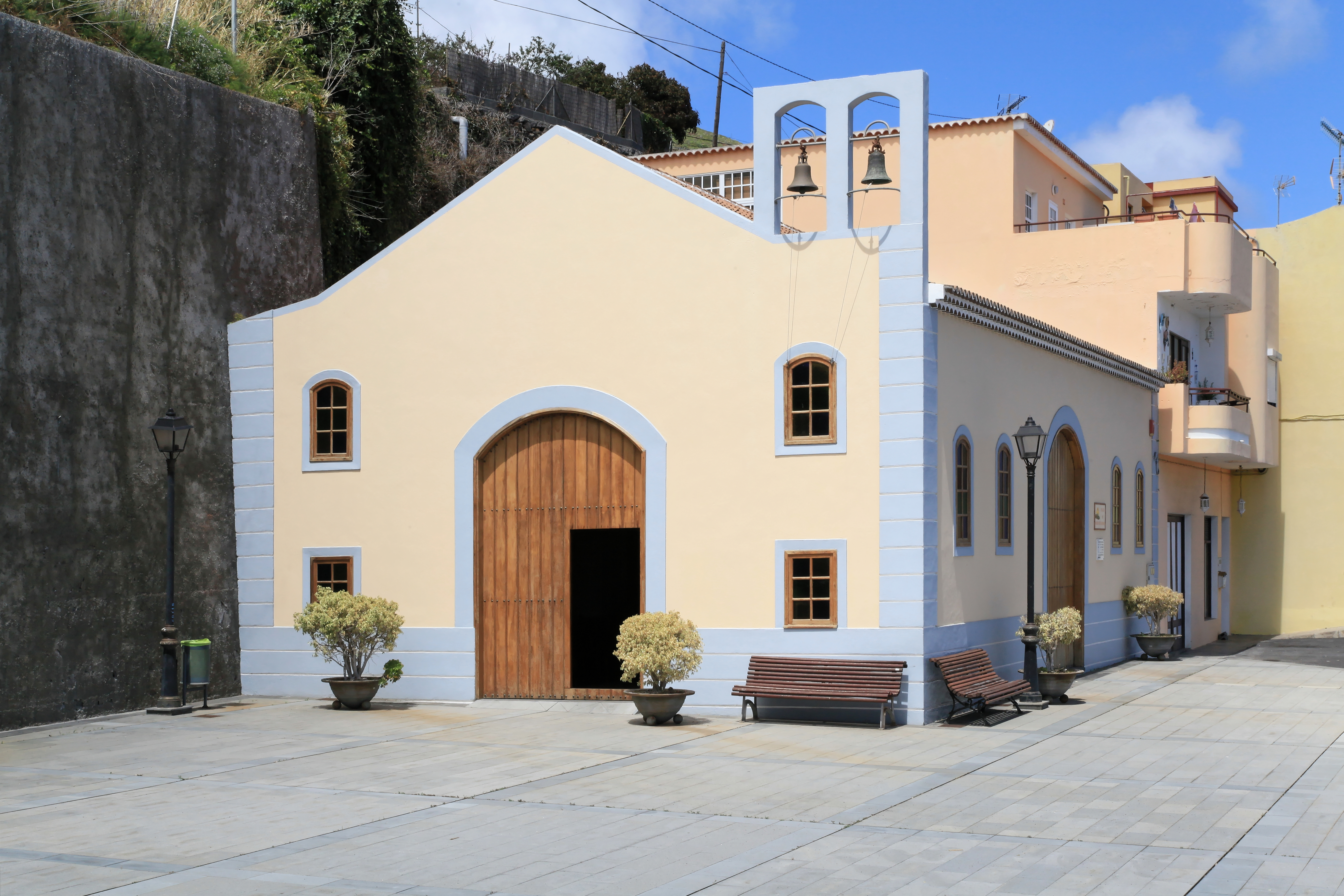
Iglesia de María Auxiliadora de La Cadena

La población creyente del municipio profesa mayoritariamente la religión católica, estando repartida la feligresía en tres parroquias pertenecientes al arciprestazgo de Santa Cruz de La Palma de la diócesis Nivariense.
- Iglesia Nuestra Señora del Rosario, en El Pueblo
- Iglesia María Auxiliadora, en La Cadena de La Cuesta
- Iglesia de La Santa Cruz, en Gallegos

### Fiestas
La patrona del municipio es la Virgen del Rosario, cuya onomástica es el 7 de octubre. Las fiestas patronales tienen lugar durante la primera quincena del mes de agosto en el Casco del municipio. Durante el desarrollo de los festejos tienen cabida festivales musicales, romería típica, actos deportivos, actividades infantiles, etc. Destaca la representación alegórica de la Batalla de Lepanto los años terminados en 0, 3, 5 y 8.
El entierro de la sardinísima es la principal fiesta de carnaval del municipio.
| Fecha                                | Celebración                                            | Barrio                               | Actos destacados                                                       |
| ------------------------------------ | ------------------------------------------------------ | ------------------------------------ | ---------------------------------------------------------------------- |
| 6 de enero                           | Representación del Auto Sacramental de los Reyes Magos |                                      |                                                                        |
| Febrero o marzo                      | Entierro de la Sardinísima                             | El Pueblo                            |                                                                        |
| Marzo o abril                        | Semana Santa                                           |                                      |                                                                        |
| 3 de mayo                            | La Cruz                                                |                                      | Cruz de Virgo en Lomo Romero                                           |
| 15 de mayo                           | San Isidro Labrador                                    | El Pueblo                            |                                                                        |
| 24 de mayo                           | Ntra. Sra. de María Auxiliadora                        | La Cuesta                            |                                                                        |
| Último fin de semana de mayo         | Fiesta de Las Cruces                                   | Las Cabezadas (Laguna de Barlovento) |                                                                        |
| Junio                                | Corpus Christi                                         |                                      |                                                                        |
| 16 de julio                          | Ntra. Sra. del Carmen                                  | Lomo Machín (Puerto de Talavera)     |                                                                        |
| Fin de semana próximo al 25 de julio | Santiago Apóstol                                       | Las Cabezadas                        |                                                                        |
| Primera quincena de agosto           | Fiestas patronales de Ntra. Sra. del Rosario           | El Pueblo                            | Romería típica Representación de La Batalla de Lepanto (años alternos) |
| 23 de agosto                         | Virgen del Cobre                                       | Gallegos                             |                                                                        |
| 7 de octubre                         | Ntra. Sra. del Rosario                                 | El Pueblo                            | Celebración religiosa                                                  |
| 24 de diciembre                      | Navidad                                                |                                      | Representación Nochebuena. Baile de pastores                           |